# Georg von Pasterwitz
Georg von Pasterwitz (Bierhütten, 7 giugno 1730 – Kremsmünster, 26 gennaio 1803) è stato un musicista e insegnante austriaco.

## Biografia
Georg Robert von Pasterwitz nacque in una cittadina nelle vicinanze di Passavia. Terminati i primi studi a Niederaltaich, nel 1749 entrò nell'Ordine Benedettino dell'Abbazia di Kremsmünster, quindi si iscrisse all'Università di Salisburgo, dove studiò teologia, giurisprudenza e matematica. In quel periodo conobbe e divenne allievo del musicista Joseph Ernst Eberlin, che lo introdusse alla tecnica della composizione e dell'organo, in particolare. Ma Pasterwitz fu anche un abilissimo clavicembalista. Completati i suoi studi nel 1759, iniziò ad insegnare filosofia alla Ritterakademie del monastero, dando anche lezioni di matematica, fisica, economia e scienze politiche. Ma già dal 1755 egli aveva cominciato a comporre musica, realizzando ogni anno delle rappresentazioni sacre per il monastero.
Dal 1767 al 1782 Pasterwitz fu nominato direttore del coro e Maestro di Cappella del monastero di Kremsmünster. Si recò in seguito a Vienna, dove visse per dieci anni, dal 1785 al 1795. Nella capitale allacciò relazioni con molti musicisti e personaggi importanti del suo tempo, fra i quali Albrechtsberger, Haydn, Mozart, Salieri e il barone Gottfried van Swieten. Alla fine del 1795 Pasterwitz tornò nella sua terra natale e riprese il suo incarico nell'abbazia benedettina di Kremsmünster. Qui fu nominato preside della "Scuola superiore" sino al 1801, quando, ormai settantenne, lasciò ogni incarico.
Georg von Pasterwitz morì nell'abbazia di Kremsmünster nel 1803, all'età di 73 anni.

## Opere
Le opere di Pasterwitz che ci sono pervenute comprendono quasi 500 lavori, in gran parte brani liturgici e opere drammatiche per la chiesa. Compose anche un gran numero di pezzi brevi di contrappunto  per strumenti a tastiera (organo, cembalo, pianoforte); 324 di essi furono pubblicati fra il 1790 e il 1803, e restano le uniche composizioni edite durante la sua vita. 

Esse mostrano quanto Pasterwitz fosse un autentico maestro, del tutto padrone sia della tecnica contrappuntistica che di quella di digitazione per la tastiera. Per il monastero egli compose con regolarità drammi scenici e numerosissimi brani liturgici: messe, offertori, magnificat, vespri, etc.

### Opere sceniche
- Mardochäus, (dramma), 1751
- Abul Granatae rex, (commedia), 1755
- Jephtias, (dramma), 1758
- Joas, (dramma), 1759
- Athamas, (opera cantata), 1774
- Samson, oder Die Süsse von dem Starken, (opera cantata), 1775
- Il Giuseppe riconosciuto, 1777
- Der wahre Vater, 1782
- Altri lavori drammatici

### Opere vocali sacre
- Requiem, (già attribuito a Michael Haydn)
- Terra tremuit, per coro e orchestra
- 14 messe, 83 graduali, 85 offertori, 11 vespri, 38 Magnificat, 40 antifone Mariane, 4 litanie, 4 Te Deum, 16 arie per l'Avvento, 24 arie per la Passione

### Musica strumentale
- 24 Fughe, per organo o cembalo, (op. 1- 3), Vienna, 1790-92
- 300 Themata und Versetten ... zum Praambuliren und Fugiren, per organo, cembalo o pianoforte, (op. 4), Vienna, 1803
- 22 minuetti per orchestra
- Variazioni per clavicembalo